# 1 Samuel 7
1 Samuel 7 es el séptimo capítulo del Primer Libro de Samuel en el Antiguo Testamento de la Biblia cristiana  o la primera parte de los Libros de Samuel en la Biblia hebrea. Según la tradición judía, el libro se atribuyó al profeta Samuel, con adiciones de los profetas Gad y Natán, pero muchos eruditos modernos lo ven como una composición de varios textos independientes de diversas épocas, desde el 630-540 a. C. aproximadamente.  Este capítulo registra una victoria de Israel bajo el liderazgo de Samuel contra los filisteos como parte de la «Narrativa del Arca» (1 Samuel 4:1-7:1) dentro de una sección sobre la vida de Samuel (1 Samuel 1:1-7:17), y también como parte de una sección que comprende 1 Samuel 7-15 que registra el surgimiento de la monarquía en Israel y el relato de los primeros años del rey Saúl.

## Texto
Este capítulo fue escrito originalmente en el idioma hebreo. Está dividido en 12 versículos.

### Testigos textuales
Algunos manuscritos antiguos que contienen el texto de este capítulo en hebreo son de la tradición del Texto Masorético, que incluye el Códice de Jerusalén (895), el Códice de Alepo (siglo X) y el Códice de Leningrado (1008). Se encontraron fragmentos que contienen partes de este capítulo en hebreo entre los Rollos del Mar Muerto, incluido el 4Q51 (4QSama; 100-50 a. C.) con los versículos 3-4, 9-10 y 12 existentes.
Entre los manuscritos antiguos existentes de una traducción al griego koiné conocida como la Septuaginta (originalmente realizada en los últimos siglos a. C.) se encuentran el Códice Vaticano (B; {\displaystyle \ ara{G}}B; siglo IV) y el Códice Alejandrino (A; {\displaystyle \ ara{G}}A; siglo V).

## Lugares
- Bethel
- Ekron
- Gat
- Guilgal
- Quiriat-Jearim
- Mizpa
- Ramah

## Período
- El acontecimiento de este capítulo ocurrió al final del período de los jueces en Israel, alrededor del 1100 a. C..

## Análisis
Este capítulo proporciona los antecedentes que condujeron al surgimiento de la monarquía en los capítulos 8-12, indicando la amenaza a Israel, aquí de los filisteos (cf. 9:16), y más tarde también de otras naciones (11:1-15), así como mostrando que la teocracia, basada en la fidelidad de Israel al pacto con Dios, trajo el éxito contra los enemigos, pero más tarde, cuando Israel se volvió infiel a
Dios, se hizo necesaria una monarquía.

## El Arca en Quiriat Jearim (7:1-2)
A petición del pueblo de Beit Shemesh, (1 Samuel 6:21), los hombres de Quiriat-Jearim trasladaron el Arca de la Alianza de Bet Semes a su ciudad y la instalaron en la casa de Abinadab. El pueblo apartó a Eleazar, hijo de Abinadab, como guardián (en hebreo: shmr) del Arca, un término que puede significar una tarea sacerdotal de servicios litúrgicos para cuidar de ella como objeto sagrado o la tarea real de mantener a la gente alejada de ella (evitando las miradas curiosas como en Bet-semes, que causaron plagas allí). Tanto los nombres Abinadab como Eleazar aparecen a menudo en las listas levíticas. Eleazar parecía desempeñar bien sus funciones, ya que no se registraron bajas durante los veinte años que el Arca estuvo allí. El Arca permaneció en Quiriat Jearim hasta que David la trasladó a Jerusalén (2 Samuel 6).

### Versículo 1
Entonces el pueblo de Quiriat Jearim vino y tomó el arca del Señor; la llevaron a la casa de Abinadab, situada en la colina. Consagraron a Eleazar, su hijo, para que custodiara el arca del Señor.
- «Gente»: en hebreo, literalmente «hombres».[18]
- "Quiriat-Jearim» (también escrito como «Kirjath-Jearim» o «Kiryat Ye'arim»): ahora identificado con Deir el-Azar (Tel Qiryat Yearim),[19][20] un lugar cerca de Abu Ghosh en una colina a unos 11 kilómetros al oeste de Jerusalén.[21]
- «Abinadab»: también padre de Uza y Ahío, los sacerdotes relacionados con el transporte del Arca a Jerusalén, como se registra en 2 Samuel 6:3-4, 6-8; 1 Crónicas 13:7, 9-11.[22]

### Versículo 2
Y sucedió que, mientras el arca permanecía en Quiriat-jearim, el tiempo se hizo largo; pues fueron veinte años: y toda la casa de Israel lamentaba tras el Señor.
- «Veinte años»: puede aludir a «media generación», encajando con la historia de Samuel en el Libro de los Jueces, donde «un período de opresión extranjera precede al arrepentimiento de Israel».[22]

## Revancha con los filisteos (7:3-14)
Aunque los filisteos se habían visto obligados a devolver el arca, seguían siendo una amenaza, por lo que Samuel salió a la superficie para llevar a su pueblo a la batalla, primero abordando el asunto en el versículo 3 y luego reuniendo al ejército en el versículo 5. La batalla de los versículos 7-11 «lleva las marcas de la tradición de la guerra santa», como en Josué 10:
- un asalto enemigo que causa pánico entre los israelitas;
- petición de Samuel, acompañada de sacrificio;
- YHWH entrando en batalla, provocando una tormenta para confundir a los filisteos;
- los israelitas persiguiendo a los filisteos derrotados. [15]

Estos elementos enfatizan la afirmación básica de que «la victoria pertenece solo a YHWH».  Utilizando una fórmula similar a las del libro de los Jueces (cf. Jueces 4:23-24), la sección concluye afirmando que los filisteos fueron completamente subyugados e Israel recuperó ciudades y territorios anteriormente perdidos frente a los filisteos (cerca de Ecrón y Gat), restaurando su posición, como era antes de una batalla anterior en Ebenezer (capítulo 4), un lugar con un significado significativo, «Piedra de Ayuda», que recuerda a Israel que «hasta ahora el Señor nos ha ayudado». Los israelitas incluso hicieron las paces con los amorreos.

### Versículo 3
Y Samuel dijo a toda la casa de Israel: «Si volvéis al Señor con todo vuestro corazón, apartad de entre vosotros a los dioses extranjeros y a los ídolos y dirigid vuestro corazón al Señor y servid sólo a él, y él os librará de la mano de los filisteos». 
El discurso de Samuel contiene frases deuteronómicas, como «volved al SEÑOR con todo vuestro corazón», y muchas expresiones que se encuentran en el libro de los Jueces (cf. Jueces 10:6-16 para «quitar los dioses extranjeros», «servidle solo a él», «los Baales y Astartes»).

### Versículo 5
Y Samuel dijo: «Reunid a todo Israel en Mizpa, y yo oraré al Señor por vosotros».
- «Mizpá»: identificada como Tell en-Nasbeh a unas pocas millas al norte de Jerusalén. Era un importante centro tribal y lugar de muchas actividades proféticas.[15]
- «Rezar»: en esta ocasión solía ir acompañado de dos ritos: (1) extraer y verter agua (el agua como fuente de vida, probablemente, en asociación con la Fiesta de los Tabernáculos y el Día de la Expiación, como elemento esencial para un rito de purificación); (2) el ayuno era un signo de penitencia.[15]

### Versículo 12
Entonces Samuel tomó una piedra y la colocó entre Mizpa y Sen. Y le puso por nombre Eben-ezer, diciendo: «Hasta aquí nos ha ayudado el Señor».
- «Shen»: según los textos hebreos; los manuscritos de la Septuaginta y siríacos tienen «Jeshanah».[27]
- «Ebenezer»: literalmente, «piedra de ayuda» o «la piedra, la ayuda», donde 'el segundo sustantivo está en aposición al primero'; aparentemente formando el nombre por el que se conocía la piedra; cf. la expresión utilizada en 1 Samuel 5:1 y , donde, a diferencia de 1 Samuel 4:1, la primera palabra carece del artículo definido.[28]

### Versículo 13
Así fueron sometidos los filisteos, y no volvieron a acercarse a la frontera de Israel: y la mano del Señor estuvo contra los filisteos todos los días de Samuel.
- «Todos los días de Samuel»: esta frase indica que la declaración resume el periodo de Samuel como juez.[30] Esto contrasta directamente con la caracterización del reinado de Saúl en 1 Samuel 14:52, como sigue:[30]

| 1 Samuel 7:13                                   | 1 Samuel 14:52                             |
| ----------------------------------------------- | ------------------------------------------ |
| «todos los días de Samuel»                      | «todos los días de Saúl»                   |
| «la mano del Señor estaba contra los filisteos» | «hubo una guerra amarga con los filisteos» |

El contraste muestra la ineficacia del reinado de Saúl contra los filisteos, pero además muestra cómo el pueblo de Israel exigió un rey durante la época de dominio militar sobre los filisteos bajo Samuel, por lo que no hay razones válidas para reemplazar la teocracia por la monarquía.

### Comentarios sobre Samuel
- Auld, Graeme (2003). «1 & 2 Samuel».  En James D. G. Dunn and John William Rogerson, ed. Eerdmans Commentary on the Bible. Eerdmans. ISBN 9780802837110.
- Bergen, David T. (1996). 1, 2 Samuel. B&H Publishing Group. ISBN 9780805401073.
- Gordon, Robert P. (1999). I & II Samuel, A Commentary. Zondervan. ISBN 978-0310230229.
- Hertzberg, Hans Wilhelm (1964). I & II Samuel, A Commentary (trans. from German 2nd edition 1960 edición). Westminster John Knox Press. p. 19. ISBN 978-0664223182.
- Tsumura, David Toshio (2007). The First Book of Samuel. Eerdmans. ISBN 9780802823595.

### General
- Breytenbach, Andries (2000). «Who Is Behind The Samuel Narrative?».  En Johannes Cornelis de Moor and H.F. Van Rooy, ed. Past, Present, Future: the Deuteronomistic History and the Prophets. Brill. ISBN 9789004118713.
- Coogan, Michael David (2007).  Coogan, Michael David; Brettler, Marc Zvi; Newsom, Carol Ann et al., eds. The New Oxford Annotated Bible with the Apocryphal/Deuterocanonical Books: New Revised Standard Version, Issue 48 (Augmented 3rd edición). Oxford University Press. ISBN 978-0195288810.
- Fitzmyer, Joseph A. (2008). A Guide to the Dead Sea Scrolls and Related Literature. Grand Rapids, MI: William B. Eerdmans Publishing Company. ISBN 9780802862419.
- Halley, Henry H. (1965). Halley's Bible Handbook: an abbreviated Bible commentary (24th (revised) edición). Zondervan Publishing House. ISBN 0-310-25720-4. (requiere registro).
- Hayes, Christine (2015). Introduction to the Bible. Yale University Press. ISBN 978-0300188271.
- Jones, Gwilym H. (2007). «12. 1 and 2 Samuel».  En Barton, John; Muddiman, John, eds. The Oxford Bible Commentary (first (paperback) edición). Oxford University Press. pp. 196-232. ISBN 978-0199277186. Consultado el 6 de febrero de 2019.
- Klein, R.W. (2003). «Samuel, books of».  En Bromiley, Geoffrey W, ed. The International Standard Bible Encyclopedia. Eerdmans. ISBN 9780802837844.
- Knight, Douglas A (1995). «Chapter 4 Deuteronomy and the Deuteronomists».  En James Luther Mays, David L. Petersen and Kent Harold Richards, ed. Old Testament Interpretation. T&T Clark. p. 62. ISBN 9780567292896.
- Ulrich, Eugene, ed. (2010). The Biblical Qumran Scrolls: Transcriptions and Textual Variants. Brill.
- Würthwein, Ernst (1995). The Text of the Old Testament. Grand Rapids, MI: Wm. B. Eerdmans. ISBN 0-8028-0788-7. Consultado el 26 de enero de 2019.